# Khorloogiin Choibalsan
Khorloogiin Choibalsan (en mongol ᠬᠣᠷᠯᠤ᠎ᠠ ᠶᠢᠨ ᠴᠣᠢᠢᠪᠠᠯᠰᠠᠩ) va ser president de la República Popular de Mongòlia des del 24 de gener de 1929 fins al 27 d'abril de 1930.

Elegit en el si del Partit Revolucionari Popular, va ser el quart president de la Mongòlia contemporània (la d'abans de 1992).

## Orígens
Khorloogiin Choibalsan va néixer el 8 de febrer de 1895 a Achit Beysiyn, prop de la actual Choibalsan, província de Dornod. Va ser el més jove de quatre fills nascuts d'una pobra ramadera soltera anomenada Khorloo (el nom de Khorloogiin és un matronímic). El seu pare era probablement un mongol Daur de la Mongòlia Interior anomenat Jamsu, però Choibalsan va afirmar ignorar la seva identitat. Nomenat Dugar al néixer, va assumir el nom religiós Choibalsan als 13 anys després d'ingressar al monestir budista local de San Beysiyn Khüree on es va formar per ser un monjo lamaista. Cinc anys més tard, va fugir amb un novici cap a Khüree (conegut com a Urga - l'actual Ulaanbaatar) on va fer diversos treballs. En part, per impedir-li que tornés al monestir, un professor amic de Buryat anomenat Nikolai Danchinov l'havia inscrit a l'Escola de Traductors de Rússia-Mongòlia del consolat rus. Un any més tard va ser enviat a expenses públiques per estudiar en un institut a Irkutsk.